# Bertolda
Bertolda je ženské křestní jméno německého původu. Je to mužská obdoba jména Bertold. Vykládá se jako „skvěle vládnoucí“. Objevuje se i ve zkrácené podobě jako Toly nebo Tolinda.
Podle německého kalendáře má svátek 27. července.

## Bertolda v jiných jazycích
- Maďarsky: Bertolda
- Nizozemsky: Bertholdine